# Philomaine Nanema
 (novembre 2022).
Philomaine Nanema est une artiste humoriste burkinabè. Plus connue sous le pseudonyme Philo, elle est aussi actrice de cinéma.

## Biographie

### Enfance et formation
Philomaine Nanema est née le 10 avril 1982 en Côte d'Ivoire. Elle commence sa carrière par l’animation radio. De retour de la Côte d’Ivoire pour poursuivre ses études à Yako au Burkina Faso, elle s’intéresse plus à l’animation radio et apprend la couture.
Elle abandonne par la suite la couture pour se lancer  dans le théâtre et c'est à partir du théâtre qu'elle s'est lancée dans l'humour avec pour mentor Gérard Ouédraogo, un grand acteur de l'humour burkinabè.

### Carrière
En 2006, Philomaine, joue sa première représentation théâtrale à Ouagadougou.  Elle a pour mentor Gérard Ouédraogo.
Elle joue également dans des séries comme : « Petit sergent » et «  Célibatorium » du réalisateur burkinabé Adama Rouamba. Ensuite dans « trois femmes, un village » de Aminata Diallo/Glez, « Permis légal de violer » de Fanta Régina Nacro. 
Philomaine a aussi joué dans « Cellule 512 » de feu Missa Hébié. Elle participe à des scènes telles que « Comeby Club », les nuits atypiques de Koudougou, ciné droit libre. 
En 2015, l'humoriste burkinabè participe au parlement du rire de l’humoriste nigérien Mamane diffusé sur les chaînes Canal +. 
En 2019, Philomaine organise son tout premier one woman show : " Je vous salue Marie,"  autour de la problématique du mariage. 
Elle dénonce dans ses spectacles les violences faites aux femmes et encourage les femmes aux métiers de la comédie et de la scène,. En 2015, elle a été portée à la tête d'une république fictive lors du Festival humoristique pour soutenir les élections présidentielles et législatives de 2015

## Distinctions
- 2019: Meilleur évènement de divertissement au MADIGO d'Or [8]
- 2020 : Prix de la meilleure jeune humoriste Cedeao au MASA[9],[10]
- 2021 : Meilleure humoriste aux 12  Personnalités culturelles de l'année (PCA)[11]
- 2024: Prix du meilleur spectacle d'humour[12]
- 2024: Premier Prix du concours Bataille des champions organisée par l'ONG Niyel[13]
- 2025: Trophée « Djata Ilebou » de la 13e édition des 12 PCA[14].